# Martin Neuhaus

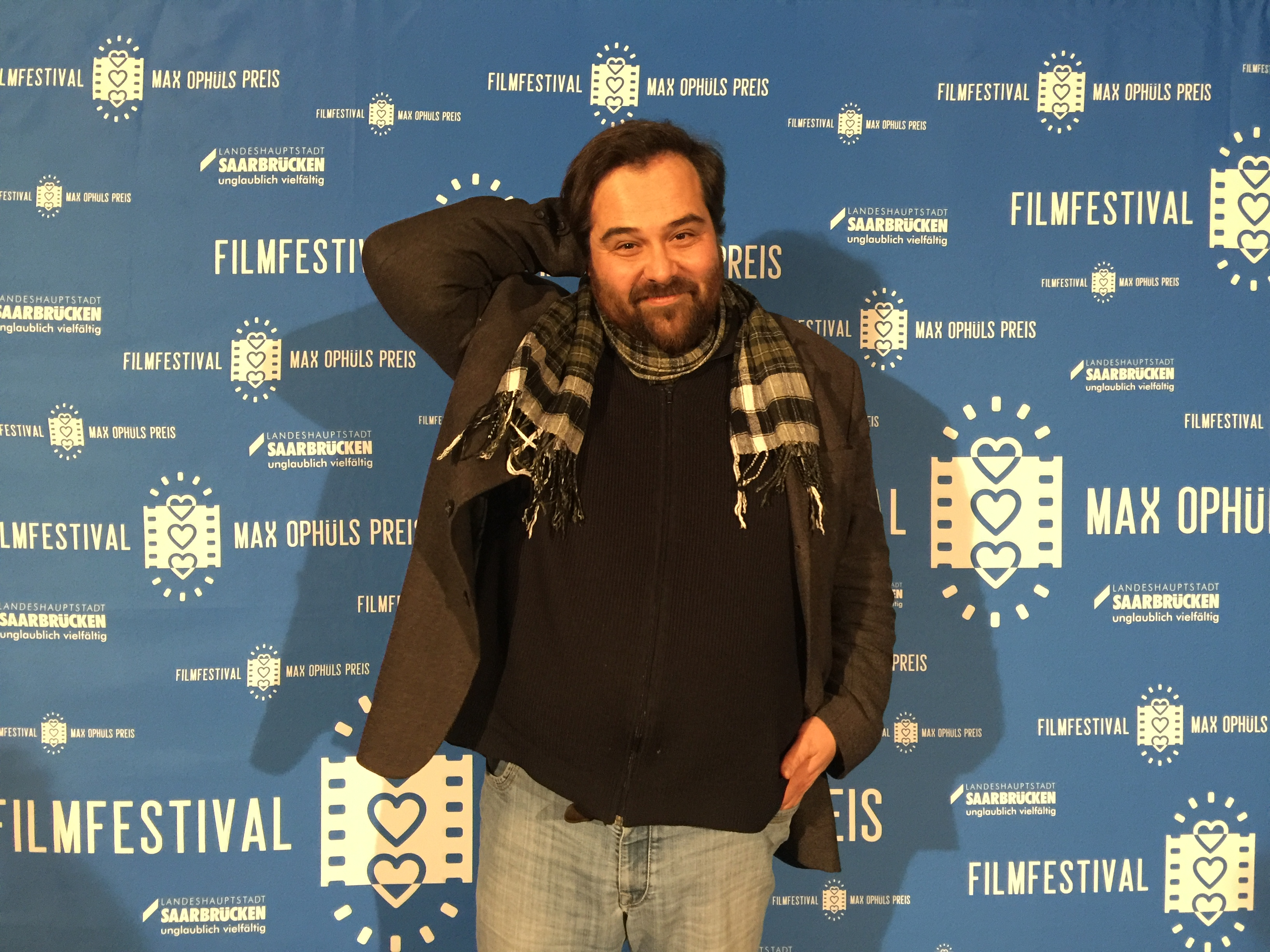
Martin Neuhaus beim Filmfestival Max Ophüls Preis 2016

Martin Neuhaus (* 21. April 1975 in Berlin) ist ein deutscher Schauspieler, Sänger und Regisseur.

## Leben
Martin Neuhaus wuchs in den Ost-Berliner Stadtteilen Oberschöneweide und Friedrichshagen auf und studierte zunächst Gesang an der Hochschule für Musik „Hanns Eisler“ Berlin, bevor er ins mecklenburgische Feldberg zog. Dort arbeitete er als Fährmann und Gastwirt, initiierte die Carwitzer Sommerkonzerte und gründete das Hotel Haus Seenland.
Nach prägenden Theaterbesuchen nahm er ein Schauspielstudium an der Hochschule für Musik und Theater „Felix Mendelssohn Bartholdy“ Leipzig auf, das er mit Diplom abschloss. In der Spielzeit 2003/2004 war er am Deutschen Nationaltheater Weimar beschäftigt, bevor er für vier Spielzeiten an das Mecklenburgische Staatstheater Schwerin ging. Er arbeitete unter anderem mit den Theaterregisseuren Katja Paryla, Hartmut Wickert, Friedo Solter, Thomas Thieme, Alexander Lang, Matthias Brenner, Claudia Bauer, Peter Dehler, Patrick Wengenroth, Alice Buddeberg, Sascha Hawemann und Martin Nimz.
Neuhaus war Mitbegründer der Schweriner Theatershow Spätschicht und der daraus hervorgegangenen Spielstätte werk3. Seit Sommer 2008, nach der Arbeit am selbst inszenierten Monolog Rum und Wodka von Conor McPherson, arbeitete Martin Neuhaus freiberuflich vor allem für Film und Fernsehen. Seine Inszenierung Sommer in der Hölle am Landestheater Marburg wurde zu den Hessischen Theatertagen 2009 eingeladen.
In der ARD-Serie Dating Daisy spielte er den Gastwirt Adam.
Er war auch im Musikvideo Partypiepel von Kai Lüftner zu sehen.
Der mittellange Film Route B96, bei dem er als Schauspieler mitwirkte, erhielt 2016 den Publikumspreis des Filmfestival Max Ophüls Preis und den Studio Hamburg Nachwuchspreis. Der mittellange Film Gabi, bei dem er in einer Hauptrolle zu sehen war, eröffnete bei der Berlinale 2017 die Sektion Perspektive Deutsches Kino und gewann den Deutschen Kurzfilmpreis 2017.
Seit 2016 war Neuhaus wieder im Mecklenburgischen Staatstheater zu sehen. So spielte er zum Beispiel den Dorfrichter Adam in Der zerbrochne Krug.
Ebenfalls in Schwerin trat er in der Stückfassung des Romans Ab jetzt ist Ruhe von Marion Brasch auf. Die Inszenierung zählte für die Kritiker von Deutschlandradio Kultur zu den zehn herausragendsten Inszenierungen des Theaterjahres 2016.
Neuhaus war mehrfach Gast der Festspiele Mecklenburg-Vorpommern, so arrangierte er zum Beispiel 2018 einen Abend im Plenarsaal des Landtages.
Ab 2019 war er Initiator der Wiederbelebung des Säulengebäudes – der historischen Markthalle Schwerins –, in der er auch eine Kneipe betreibt.
Für die Initiative Musikklub – von Mai bis September immer dienstags stattfindende Straßenmusikkonzerte auf dem Schweriner Marktplatz – erhielt er den Kulturpreis der Landeshauptstadt Schwerin.
Ebenfalls ehrenamtlich engagiert sich Neuhaus seit 2019 als Mitglied der Schweriner Stadtvertretung für die Partei Bündnis 90/Die Grünen.
In der Serie Maxton Hall ist er durchgängig als Vater Angus Bell zu sehen. Die Serie wurde kurz nach Veröffentlichung zur weltweit beliebtesten Serie auf Prime Video, wobei sie in über 120 Regionen auf Platz 1 in den Charts rangierte. Sie ist heute die meistgestreamte internationale Originalserie weltweit und erhielt den Publikumsbambi 2024.
Neuhaus lebt in Schwerin und Feldberg. Er ist Vater eines Sohnes und einer Tochter.

## Filmografie (Auswahl)
- 2009: Hungerwinter – Überleben nach dem Krieg (TV-Dokudrama; Regie: Gordian Maugg)
- 2011: Die Konterrevolution (TV-Dokumentarspiel; Regie: Bernd Fischerauer)
- 2011: Die Lehrerin (Fernsehfilm; Regie: Tim Trageser)
- 2012: Die Machtergreifung (TV-Dokumentarspiel; Regie: Bernd Fischerauer)
- 2012: Herzflimmern – Die Klinik am See (Fernsehserie)
- 2012: Weil ich schöner bin (Regie: Frieder Schlaich)
- 2013: Hubert und Staller (Fernsehserie; Folge Die Venus von Ambach)
- 2013: Russland – mein Schicksal (TV-Dokudrama; Regie: Nina Koshofer)
- 2013: Drei in einem Bett (Fernsehfilm; Regie: Wilhelm Engelhardt)
- 2013: Schlussmacher (Regie: Matthias Schweighöfer)
- 2013: Tod an der Ostsee (Fernsehfilm; Regie: Martin Enlen)
- 2013: Akte Ex (Fernsehserie; Folge Treu bis ins Grab; Regie: Wilhelm Engelhardt)
- 2014: SOKO Leipzig (Fernsehserie; Folge Abgestürzt; Regie: Buddy Giovinazzo)
- 2014: Neufeld, mitkommen! (Fernsehfilm; Regie: Tim Trageser)
- 2014: Dating Daisy (Fernsehserie)
- 2014: Zwischen den Zeiten (Fernsehfilm; Regie: Hansjörg Thurn)
- 2014: SOKO Wismar (Fernsehserie; Folge Durchzug; Regie: Oliver Dommenget)
- 2014: Auf das Leben! (Regie: Uwe Janson)
- 2015: Die Dienstagsfrauen – Zwischen Kraut und Rüben (Fernsehfilm; Regie: Franziska Meyer Price)
- 2015: SOKO Köln (Fernsehserie; Folge Der Kölschbaron; Regie: Ulrike Hamacher)
- 2015: 600 PS für zwei (Fernsehfilm; Regie: Sophie Allet-Coche)
- 2015: Das Geständnis (Regie: Bernd Michael Lade)
- 2015: Willa (Kurzfilm; Regie: Helena Hufnagel)
- 2016: Route B96 (Regie: Simon Ostermann)
- 2016: Voicemail (Regie: Erec Brehmer)
- 2016: Fucking Berlin (Regie: Florian Gottschick)
- 2017: Gabi (Regie: Michael Fetter Nathansky)
- 2018: 303 (Regie: Hans Weingartner)
- 2018: Kaugummiblase (Kurzfilm; Regie: Anja Gurres)
- 2019: Die Drei von der Müllabfuhr – Baby an Bord (Fernsehfilm; Regie: Bettina Schoeller-Bouju)
- 2022: Strafe – nach Ferdinand von Schirach (Fernsehreihe)
- 2022: Oh Hell (Fernsehserie)
- 2023: Hotel Mondial (Fernsehserie, 1 Folge)
- 2024: Maxton Hall – Die Welt zwischen uns  (Fernsehserie)
- 2024: Finsteres Herz – Die Toten von Marnow 2 (Fernsehserie)

## Auszeichnungen
- 2004: Förderpreis für Schauspielstudierende der Bundesministerin für Bildung und Forschung, erster Ensemblepreis an Studierende der Hochschule für Musik und Theater „Felix Mendelssohn Bartholdy“ Leipzig, Studio Weimar (Christian Apel, Puja Behboud, Lea Draeger, Gina Henkel, Martin Klemm, David Kramer, Martin Neuhaus, Petra Schmidt-Schaller; Inszenierung: Olaf Hilliger) für Zeit zu lieben Zeit zu sterben von Fritz Kater beim Theatertreffen in Hannover der Ständigen Konferenz Schauspielausbildung[20]
- 2006: Conrad-Ekhof-Sonderpreis des Mecklenburgischen Staatstheaters Schwerin
- 2022: Kulturpreis der Landeshauptstadt Schwerin[21] für die Initiative Musikklub